# 蘇主榮
蘇主榮（1956年—），台灣醫師，生於台中，曾在羅馬琳達大學學習牙周病治療。蘇主榮畢業後在台北臺安醫院任職，曾在該醫院擔任牙科主任，1992年來到東港並在當地多所學校擔任牙醫，後來出任屏東安泰醫院執行長。因長期免費替屏東縣偏遠地區的身障特殊兒童看牙，因此獲得第25屆醫療奉獻獎，高雄醫學大學第23屆傑出校友。

## 家庭
丈夫是中國國民黨籍第8、11屆不分區立委、安泰醫院榮譽院長蘇清泉，兩人育有3子1女。